# Långtjärnen (Ramsbergs socken, Västmanland, 664618-147101)
Långtjärnen är en sjö i Lindesbergs kommun i Västmanland och ingår i Norrströms huvudavrinningsområde. Sjön är 6 meter djup, har en yta på 0,0966 kvadratkilometer och befinner sig 268,1 meter över havet.

## Delavrinningsområde
Långtjärnen ingår i det delavrinningsområde (665086-147080) som SMHI kallar för Utloppet av Långvattnet. Medelhöjden är 285 meter över havet och ytan är 26,77 kvadratkilometer. Räknas de 7 avrinningsområdena uppströms in blir den ackumulerade arean 93,66 kvadratkilometer. Hedströmmen som avvattnar avrinningsområdet har biflödesordning 3, vilket innebär att vattnet flödar genom totalt 3 vattendrag innan det når havet efter 245 kilometer. Avrinningsområdet består mestadels av skog (75 procent). Avrinningsområdet har 3,53 kvadratkilometer vattenytor vilket ger det en sjöprocent på 13,2 procent.